# Wambila
Wambila (auch: Wanbila) ist ein Weiler in der Landgemeinde Méhana in Niger.

## Geographie
Der Weiler befindet sich rund 21 Kilometer nordwestlich des Hauptorts Méhana der gleichnamigen Landgemeinde, die zum Departement Téra in der Region Tillabéri gehört. Zu den Siedlungen in der näheren Umgebung von Wambila zählen Kobachiré im Nordosten, Gangania und Loudji im Südosten, Amara im Süden, Zaney im Südwesten sowie Karkatia im Westen.
Wambila liegt in der Dünenzone im Westen Nigers. Es herrscht das Klima der Sahelzone vor, mit einer durchschnittlichen jährlichen Niederschlagshöhe zwischen 300 und 400 mm. Etwa sechs Kilometer westlich von Wambila erhebt sich der 332 m hohe Hügel Lan.

## Geschichte
Eine Gruppe mutmaßlicher Dschihadisten griff am 4. Februar 2024 die Siedlungen Wambila, Kabia und Loudji in der Gemeinde Méhana an. Dabei starben neun Einwohner. Die Angreifer stahlen Vieh. Die Streitkräfte Nigers gaben an, daraufhin im Sektor Alfassi mehrere Dutzend Terroristen getötet und Teile von deren Infrastruktur zerstört zu haben. Die Grenzregion zu Burkina Faso und Mali, in der Wambila, Kabia und Loudji liegen, war seit 2017 vermehrt ein Operationsraum von mit der al-Qaida und dem Islamischen Staat verbundenen Gruppen.

## Bevölkerung
Bei der Volkszählung 2012 hatte Wambila 285 Einwohner, die in 28 Haushalten lebten. Bei der Volkszählung 2001 betrug die Einwohnerzahl 190 in 29 Haushalten.

## Wirtschaft und Infrastruktur
Es gibt eine Schule in der Siedlung.